# سفرهای ناصرالدین‌شاه به اروپا

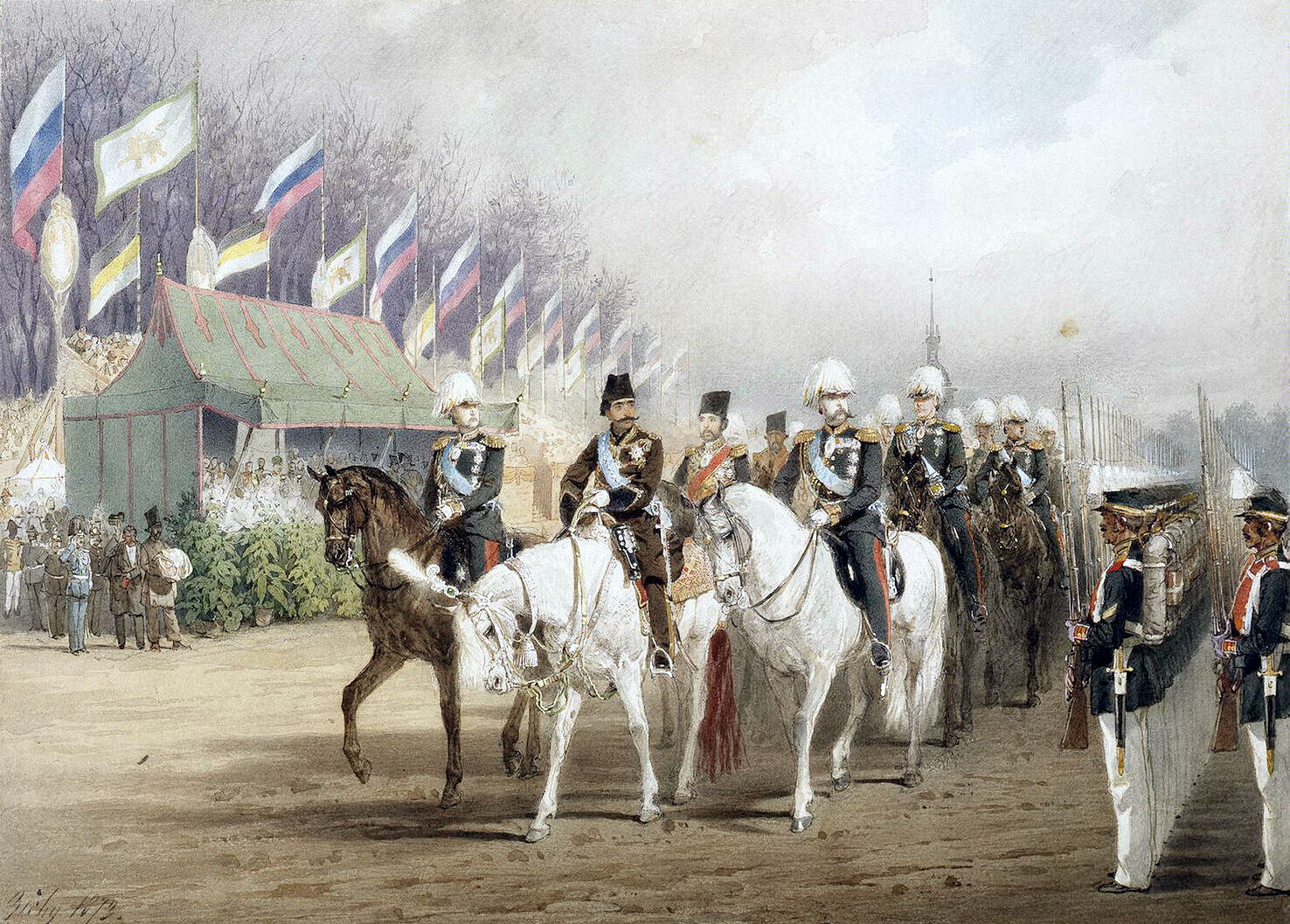
نقاشی رژه الکساندر دوم روسیه و ناصرالدین‌شاه در نخستین سفر وی به اروپا در ۱۸۷۳ - اثر میهای زیچی

ناصرالدین‌شاه مهمان ولیعهد بریتانیا، آلبرت (بعدها ادوارد هفتم پادشاه بریتانیا)

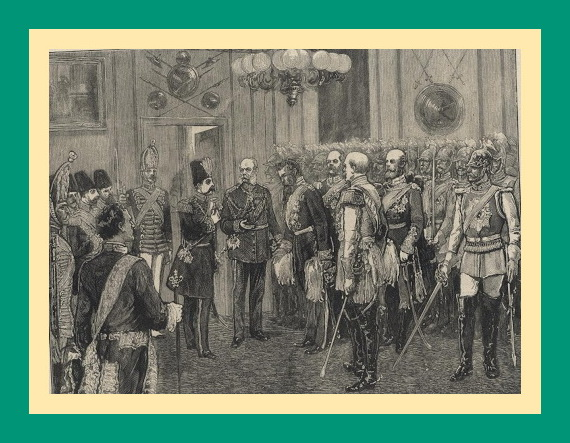
ترسیم صحنه استقبال ویلهلم اول، امپراتور آلمان، شاهزاده فردریک، کنت بیسمارک و دیگران از ناصرالدین‌شاه در پوتسدام برلین به تاریخ ساعت ۶ عصر ۳۱ ماه مهٔ سال ۱۸۷۳(۱۲۹۰ه‍.ق) سفر اول فرنگستان

ناصرالدین‌شاه سه بار در طول سلطنت خود اقدام به سفر به کشورهای اروپایی کرد، نخستین سفر در سال ۱۲۹۰ هجری قمری (۱۸۷۳ میلادی)، دومین سفر در سال ۱۲۹۵ هجری قمری (۱۸۷۸ میلادی) و سومین سفر از ۱۳۰۶ تا ۱۳۰۷ هجری قمری (۱۸۸۹ میلادی) بوده‌است.

## نخستین سفر
نخستین سفر ناصرالدین‌شاه در تاریخ ۱۹ آوریل ۱۸۷۳ (۳۰ فروردین ۱۲۵۲) آغاز شد که نخستین مسافرت یکی از پادشاهان ایران به اروپا بود. قبل از او هیچ‌یک از سلاطین ایران به یک کشور مسیحی قدم نگذاشته بودند. ناصرالدین‌شاه در آن زمان چهل و سه سال داشت و بیست و پنج سال از حکومتش بر ایران می‌گذشت. این سفر به توصیه صدراعظم، میرزا حسین‌خان سپهسالار ترتیب داده شده بود.
وی سفر را از تهران به سمت بندر انزلی و گذشتن از راه‌های صعب العبور و گردنه‌های مرتفع رشته‌کوه‌های البرز شروع کرد که چهار هفته طول کشید تا آنها به ساحل دریای خزر برسند، سپس به وسیله کشتی به بندر آستراخان روسیه رفتند، تعداد کسانی که در بندر انزلی به‌همراه شاه سوار کشتی شدند در حدود یکصد نفر بودند. آنها پس از رسیدن به بندر آستراخان به وسیله قایق از طریق رودخانه ولگا سفر خود را ادامه دادند و سپس سوار بر قطار شدند. آنها با قطار به مسکو رفتند. ناصرالدین‌شاه از مسکو تا سن پترزبورگ را با قطار طی کرده و در ایستگاه راه‌آهن سن پترزبورگ، تزار و سایر اعضای خانواده سلطنتی روس از وی استقبال کردند.
ناصرالدین‌شاه پس از چند روز اقامت در روسیه به ترتیب، به کشورهای آلمان، بلژیک، انگلستان، فرانسه، سوییس، ایتالیا، اتریش و عثمانی مسافرت کرد. در آلمان، علاوه بر ویلهلم یکم، امپراتور آلمان، با اتو فون بیسمارک، صدراعظم نیز دیدار کرد، وی پس از بازدید از شهرهای مختلف این کشور راهی بلژیک شد. در بروکسل، پادشاه لئوپولد دوم، از او پذیرایی کرد و از آنجا راهی انگلیس شد. وی با ۸۴ نفر همراه خود صبح روز ۱۸ ژوئن ۱۸۷۳ بروکسل را به قصد بندر «اوستند» ترک می‌کند و در آنجا سوار کشتی جنگی ویجیلنت و دو کشتی کوچک بخار نیروی دریایی می‌شود. در انگلستان، پسران دوم و سوم ملکه و وزیر خارجه «لرد گرانویل» به استقبال کشتی ناصرالدین‌شاه می‌آیند و از طرف ملکه انگلستان به شاه خوش آمد می‌گویند. روز سوم اقامت در لندن، به ملاقات ملکه ویکتوریا رفت و نشان بند جوراب بالاترین نشان افتخار انگلستان را دریافت کرد.
در دوم ژوئیه مراسم خداحافظی در انگلستان برگزار شد و وی به فرانسه رفت، در آنجا با پاتریس دو مک ماهون، رئیس‌جمهور، در سوییس با فرانسوا ژوزف و در ایتالیا با ویتوریو امانوئله دوم ملاقات و گفت‌وگو کرد. سپس از ایتالیا به اتریش رفت و پس از دیدارهای سیاسی در اتریش، وارد عثمانی شد و پس از چند روز اقامت در عثمانی به ایران بازگشت.
پادشاه قاجار در طول سفر به‌جز عکاسی از اماکن و مناظر مختلف، هر شب مشاهدات و خاطرات خود را توسط منشی ثبت می‌کرد که بعدها منتشر شد. وی در طول این سفر، به مجالس رقص درباری، کنسرت، اپرا و دیگر نمایش‌ها دعوت می‌شد. ساعت‌ها به نطق‌هایی گوش می‌کرد که در مراسم رسمی به افتخار حضور او خوانده می‌شد.
برای مهمان نوازی از ناصرالدین‌شاه یک حمام سنتی به سبک ایرانی در بخشی از حمام‌های قصر ملکه ویکتوریا در لندن ساخته شد. لرد سیدنی وزیر دربار پیش از ورود شاه به لندن، از این حمام بازدید کرد.
در طول اقامت مهمانان ایرانی ۳۳ قلم از اموال کاخ باکینگهام که اکثراً کارد و چنگال و یک بشقاب طلا و یک سس‌خوری بودند، گم شد.
شاه ایران سه ماه قبل استاد اسماعیل بنا را برای ساختن غرفه ایران فرستاده بود. در صورتیکه دولتمردان ژاپنی (که همزمان با ایران در این دوره بفکر پیشرفت افتاده بود) کمیته‌ آمادگی از دو سال قبل تأسیس نموده دو نمایشگاه تمرینی در توکیو ایجاد کرده بودند و در جریان نمایشگاه نیز تعداد زیادی مهندس و صنعتگر را برای بازدید  فرستادند (گروه ایرانی همراه ناصرالدین‌شاه  اکثراً برای لذت‌جویی به اروپا رفته بودند. آمادگی هم در کار نبود). آثار هنری و فرهنگی این نمایشگاه با بررسی گروه جینشین، که یک گروه متخصص ژاپنی بود پس از چند ماه گشت و گذار در ژاپن و دستچین کردن بهترین نمونه‌ها انتخاب شده بودند. ۴۱ مقام و مترجم ژاپنی و ۶ اروپایی برای نظارت بر غرفه ژاپن و رویدادهای فرهنگی به وین آمدند. ۲۵ صنعتگر و باغبان غرفه اصلی و باغ ژاپنی و یک معبد ساختند. ۲۴  مهندس ژاپنی برای مطالعهٔ مهندسی غرب و الهام گرفتن اعزام شده بودند.
ناصرالدین شاه نشست خود با دولتمردان روس را چنین توصیف می کند: «یکی از دخترهای والی مونتنگرو مقابل ما پهلوی ولیعهد روس نشسته بود. آنکه پهلوی من بود خیلی خوشگل و مقبول خوب بود اما آنکه پهلوی ولیعهد بود خوشگل تر و دندانهایش بهتر بود... دو کلمه با امپراطوریس حرف می زدیم هشت کلمه با دختر والی، دختر خوش راه (!) خوبی بود اما سر میز که نمی شد با او انگلک کرد.» 

### پس از نمایشگاه
سال بعد از نمایشگاه، سانو گزارشی از آن تهیه کرد که در ۹۶ مجلد و ۱۶ قسمت بود، ایجاد موزه در پایتخت ژاپن و شروع یک سلسله نمایشگاه‌های صنعتی ملی در پارک اونو در ۱۸۷۷ از آثار این حرکت بودند.

### همراهان سفر
- میرزا حسین‌خان سپهسالار، صدراعظم شاه
- ده تا دوازده نفر وزیر و شاهزاده
- هفت امیر (ژنرال) شامل شش ایرانی و یک اتریشی (تعلیم دهنده نظامیان ایران)
- خدمه‌ها
- یک عکاس
- یک قهوه‌چی
- دو فرانسوی
- ژوزف تولوزان طبیب مخصوص شاه
- ژول ریشار معلم و مترجم شاه
- جوزف دیکسون پزشک سفارت انگلیس
- رونالد تامسون یکی از دبیران سفارت

## دومین سفر
دومین سفر ناصرالدین‌شاه به اروپا در آخرین روز ربیع‌الاول ۱۲۹۵ هجری قمری (فروردین ۱۲۵۷ خورشیدی/۱۸۷۸ میلادی) آغاز شد، وی ضمن عبور از کرج، قزوین، ابهر، زنجان، تبریز، مرند و عبور از ارس به منطقه قفقاز رفته و پس از عبور از شهرهای نخجوان، ایروان و تفلیس و در ادامه با قطار به شهر مسکو و سن پترزبورگ سفر کرده و با اقامتی چند روزه در روسیه با الکساندر دوم تزار روسیه دیدن کرده، سپس با قطار به سمت شهر ورشو رفته و از آنجا به کشور آلمان و شهر برلین وارد شد و با ویلهلم یکم، امپراتور آلمان در مه ۱۸۷۸ ملاقات کرد، در این روز امپراتور آلمان مورد سوءقصد برای ترور قرار گرفت اما نجات یافت، شاه پس از توقفی یک هفته‌ای در آلمان و بازدید از چند شهر این کشور به طرف شهر پاریس حرکت کرد، در فرانسه با پاتریس دو مک ماهون رئیس‌جمهور این کشور دیدن کرد.
وی پس از سه هفته اقامت در فرانسه و بازدید از مناطق مختلف این کشور با قطار به سمت شهر زالتسبورگ حرکت کرد، وی پس از عبور از شهرهای استراسبورگ و مونیخ به این شهر وارد شد، سپس به وسیله قطار مخصوص امپراتوری به وین رفت و با فرانتس یوزف یکم ملاقات کرد، پس از اقامتی ۹ روزه در اتریش تصمیم به بازگشت گرفت و با قطار به سمت قفقاز حرکت کرد، وی در راه از شهرهای خارکوف، آزوف، روستوف و گروزنی عبور کرده و به منطقه داغستان رسیده، در آنجا به وسیله کشتی در ۲۳ رجب به بندر انزلی رفته و در ۱۷ شعبان ۱۲۹۵ به تهران بازگشته است.

### همراهان سفر
- میرزا حسین‌خان سپهسالار
- عضدالملک
- ناصرالملک
- امین‌السلطان
- امین‌السلطنه
- آجودان مخصوص
- فرخ‌خان
- صنیع‌الدوله
- محقق
- مهدی‌قلی خان
- جعفر قلی‌خان

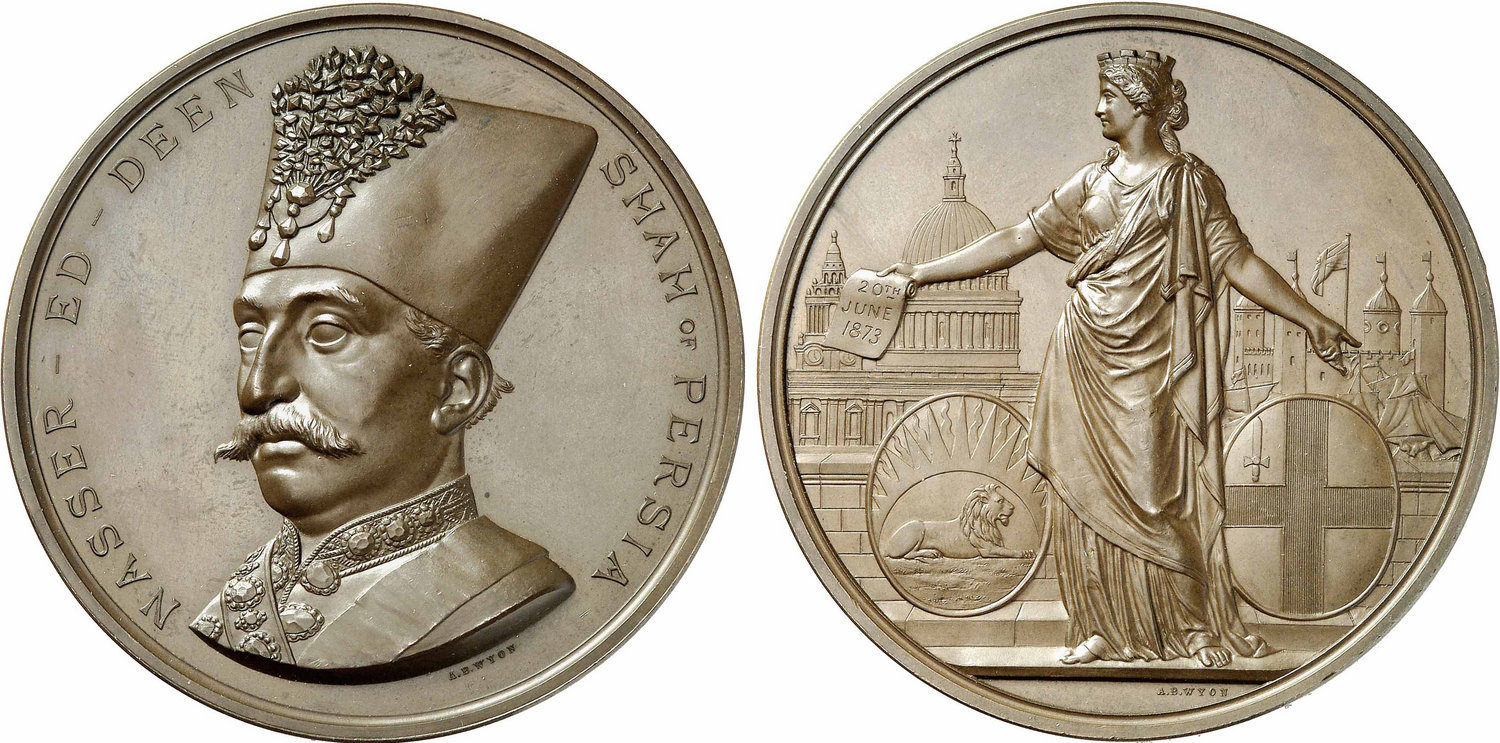
مدال یادبود سفر ناصرالدین‌شاه؛ ضرب انگلستان

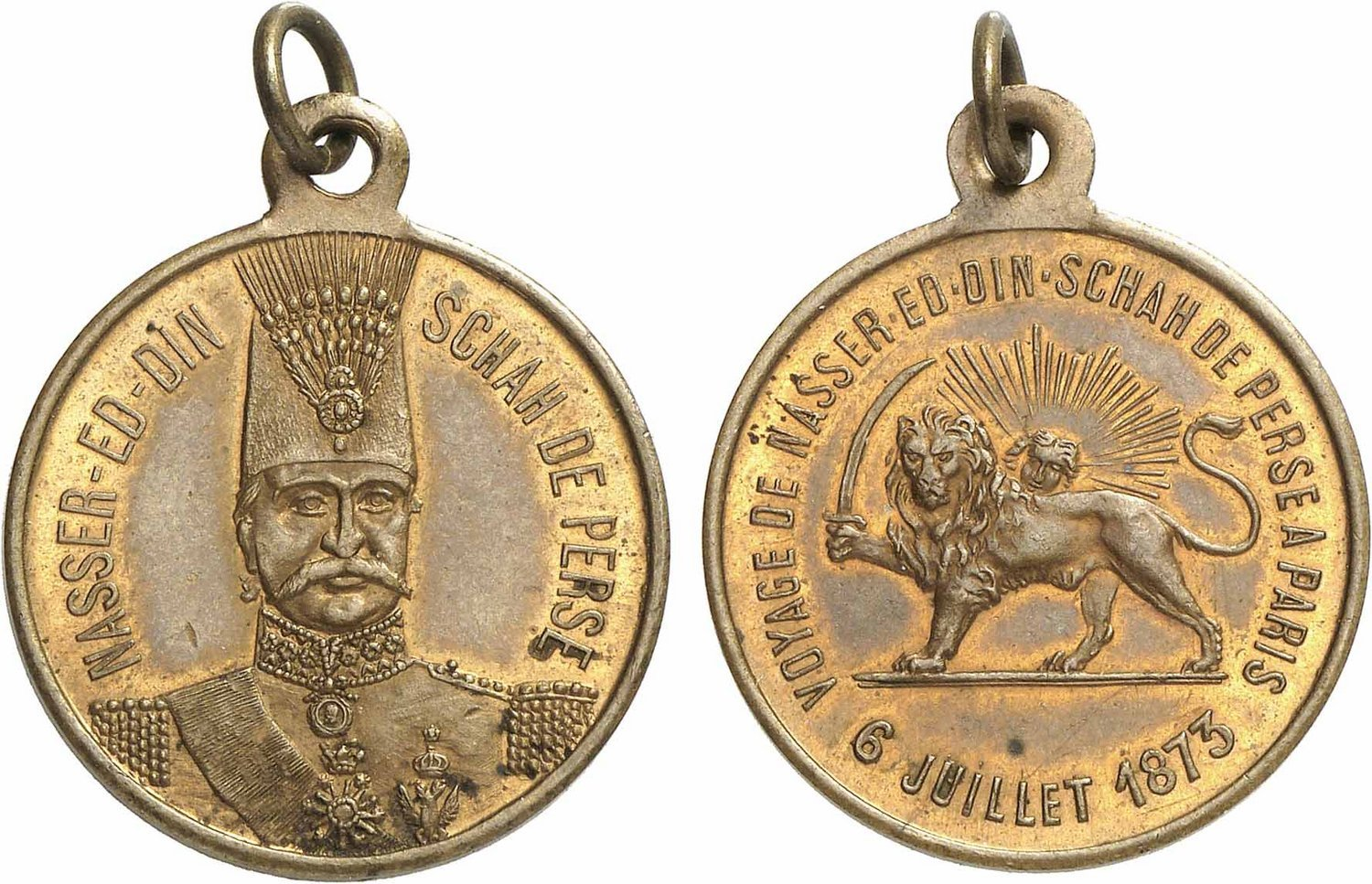
مدال آویز یادبود سفر ناصرالدین‌شاه به پاریس

- شاهزاده (سلطان حسین میرزا جلال‌الدوله پسر ظل‌السلطان)
- ناظم خلوت
- حاجی حیدر
- موچول‌خان
- طولوزون
- آقا محمدعلی
- حکیم‌الممالک (علی‌نقی)
- ملیجک
- حاجی‌حسن
- آدم سپهسالار
- آدم عضدالملک
- آدم عکاس
- آدم امین‌السلطنه

### تاریخ‌نگاری

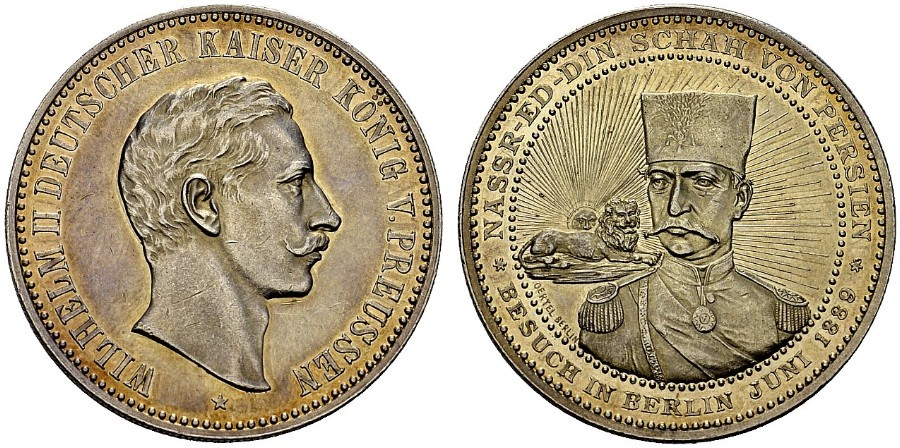
یادبود نقره سفر ناصرالدین‌شاه به آلمان با تصویر ویلهلم دوم و ناصرالدین شاه همراه با شیر نشسته و خورشید؛ با وزن ۲۰/۲۴ گرم

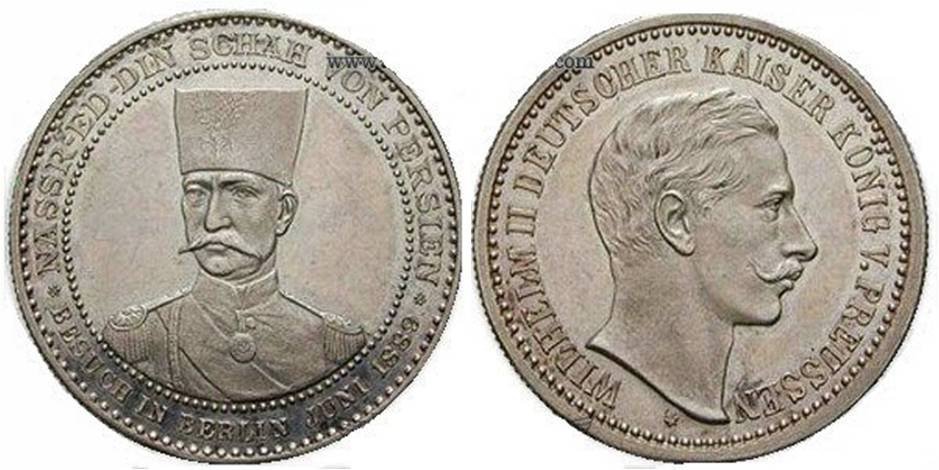
یادبود نقره سفر ناصرالدین شاه به آلمان با تصویر ویلهلم دوم و ناصرالدین شاه

- ۳۰ ربیع‌الاول تا ۵ ربیع‌الثانی ۱۲۹۵: شلیک توپ به نشانه آغاز سفر، رفتن به امامزاده شاه‌عبدالعظیم، عزیمت به کرج و قزوین
- ۶ ربیع‌الثانی: اتراق کردن در اطراف هزار جریب قزوین و دیدار با بزرگان این شهر
- ۷ ربیع‌الثانی: ورود به سیاه دهن (تاکستان)
- ۸ ربیع‌الثانی: عزیمت به ابهر
- ۹ ربیع‌الثانی: اقامت در ابهر
- ۱۰ ربیع‌الثانی: ورود به هیدج
- ۱۱ ربیع‌الثانی: عزیمت به سلطانیه
- ۱۲ و ۱۳ ربیع‌الثانی: عزیمت به زنجان
- ۱۴ ربیع‌الثانی: عزیمت به نیک‌پی
- ۱۵ ربیع‌الثانی: عبور از آق مزار
- ۱۶ ربیع‌الثانی: عزیمت به سرچم
- ۱۷ ربیع‌الثانی: عزیمت به جمال‌آباد
- ۱۸ ربیع‌الثانی: عزیمت به میانج (میانه)
- ۱۹ ربیع‌الثانی: عزیمت به صومعه علیا
- ۲۰ ربیع‌الثانی: عزیمت به ترکمانچای
- ۲۱ ربیع‌الثانی: عبور از ترکمانچای
- ۲۲ ربیع‌الثانی: عزیمت به تکمه داش
- ۲۳ ربیع‌الثانی: ورود به اوجان (بستان‌آباد)
- ۲۴ ربیع‌الثانی: ورود به باسمج
- ۲۵ ربیع‌الثانی: ورود به تبریز و ملاقات با ولیعهد (مظفرالدین شاه)
- ۲۶ ربیع‌الثانی تا ۱ جمادی‌الاول: اتراق در تبریز دیدار با ایلچی (سفیر) عثمانی و بزرگان این شهر
- ۲ جمادی‌الاول: عزیمت در گلین قیا (گلین‌قیه)
- ۳ جمادی‌الاول: عبور از جلگه گرگر و رسیدن به رود ارس
- ۴ جمادی‌الاول: بازگشت افراد غیرهمسفر به تهران، عبور از رود ارس با قایق و استقبال حاکم ایروان
- ۵ جمادی‌الاول: ملاقات با علمای شهر اردوباد و ورود به شهر نخجوان
- ۶ جمادی‌الاول: صرف ناهار در نخجوان و عزیمت به نوراشین
- ۷ جمادی‌الاول: عزیمت و ورود به ایروان
- ۸ جمادی‌الاول: توقف در ایروان
- ۹ جمادی‌الاول: عزیمت و ورود به دلیجان
- ۱۰ جمادی‌الاول: عزیمت و ورود به آل کت
- ۱۱ جمادی‌الاول: عزیمت و ورود به تفلیس
- ۱۲ جمادی‌الاول: توقف در تفلیس و بازدید از این شهر
- ۱۳ جمادی‌الاول: عزیمت و ورود به منزل ملیت
- ۱۴ تا ۱۶ جمادی‌الاول: عزیمت به ولاد قفقاز با راه‌آهن
- ۱۷ جمادی‌الاول: ورود به مسکو و استقبال نظامی حاکم مسکو
- ۱۸ جمادی‌الاول: توقف در مسکو و بازدید از موزه و تالارهای این شهر
- ۱۹ تا ۲۰ جمادی‌الاول: صرف شام در مسکو و عزیمت و ورود به سن پترزبورگ
- ۲۱ تا ۲۳ جمادی‌الاول: توقف در سن پترزبورگ، دیدار با الکساندر دوم تزار روسیه و بازدید از تماشاخانه‌ها و امکان این شهر
- ۲۴ جمادی‌الاول: سفر کوتاه به پترهوف
- ۲۵ جمادی‌الاول: خداحافظی با امپراتور روسیه و عزیمت و ورود ورشو با قطار
- ۲۶ و ۲۷ جمادی‌الاول: توقف در ورشو
- ۲۸ جمادی‌الاول: عزیمت به برلین و عبور از برون برک و تورن
- ۲۹ جمادی‌الاول: ورود به برلین و ملاقات با ویلهلم یکم، امپراتور آلمان و ترور نافرجام وی
- ۱ جمادی‌الثانی: دیدار با مقامات سیاسی پروس و ایلچی عثمانی، بازدید از شهر برلین و عزیمت و ورود به بادن-بادن
- ۲ تا ۶ جمادی‌الثانی: توقف در بادن بادن و بازدید از مناطق اطراف این شهر
- ۷ جمادی‌الثانی: عزیمت به پاریس و توقف کوتاه در شهر کهل
- ۸ تا ۱۵ جمادی‌الثانی: ورود به شهر پاریس و توقف در این شهر و دیدار با پاتریس دو مک ماهون رئیس‌جمهور فرانسه، ملاقات با ولیعهد انگلستان و بازدید از اماکن مختلف پاریس
- ۱۶ تا ۱۸ جمادی‌الثانی: تشییع جنازه رسمی پادشاه هانوور، بازدید از کارخانه توپ‌سازی و رنگ‌سازی، بازدید از چاپخانه فیگارو، شرکت در مهمانی ملکه اسپانیول
- ۱۹ جمادی‌الثانی: حرکت با ترن به سمت فونتن‌بلو
- ۲۰ جمادی‌الثانی: بازدید از مدرسه توپخانه
- ۲۱ تا ۲۷ جمادی‌الثانی: بازگشت به پاریس، بازدید از بیمارستان، مدرسه و باغ وحش در پاریس
- ۲۸ جمادی‌الثانی: دیدار با مارشال دو مک ماهون و گردش در شهر
- ۲۹ جمادی‌الثانی: خداحافظی از رئیس‌جمهور فرانسه، بازدید از کارخانه کاغذسازی روس،
- ۱ و ۲ رجب: عزیمت به سالزبورگ، عبور از استراسبورگ، توقف کوتاه در شهر اولم، صرف ناهار در مونیخ و ورود به سالزبورگ
- ۳ رجب: توقف در سالزبورگ، دیدار با برادر امپراتور اتریش
- ۴ رجب: حرکت به سمت وین با قطار مخصوص امپراتور، ورود به وین و استقبال امپراتور
- ۵ تا ۱۲ رجب: توقف در وین، دیدار با مقامات اتریش، بازدید از اماکن و طبیعت این شهر
- ۱۳ تا ۱۶ رجب: ملاقات با وزیر جنگ اتریش برای خرید اسلحه، خداحافظی از امپراتور و حرکت به سوی قفقاز با قطار
- ۱۷ و ۱۸ رجب: ورود به ولاد قفقاز، عبور از خارکوف، آزوف، روستوف
- ۱۹ رجب: ورود به گروزنی و توقف شبانه در آنجا
- ۲۰ تا ۲۳ رجب: حرکت به سمت بندر پطروفسکی، عبور از روستای چپریورت در منطقه داغستان، ورود به بندر، سوار شدن بر کشتی، حرکت و رسیدن به بندرانزلی
- ۲۴ رجب تا ۱۷ شعبان: عبور از انزلی تا تهران از مسیر شهرهای رشت، قزوین، کرج و اتمام سفر

## سومین سفر

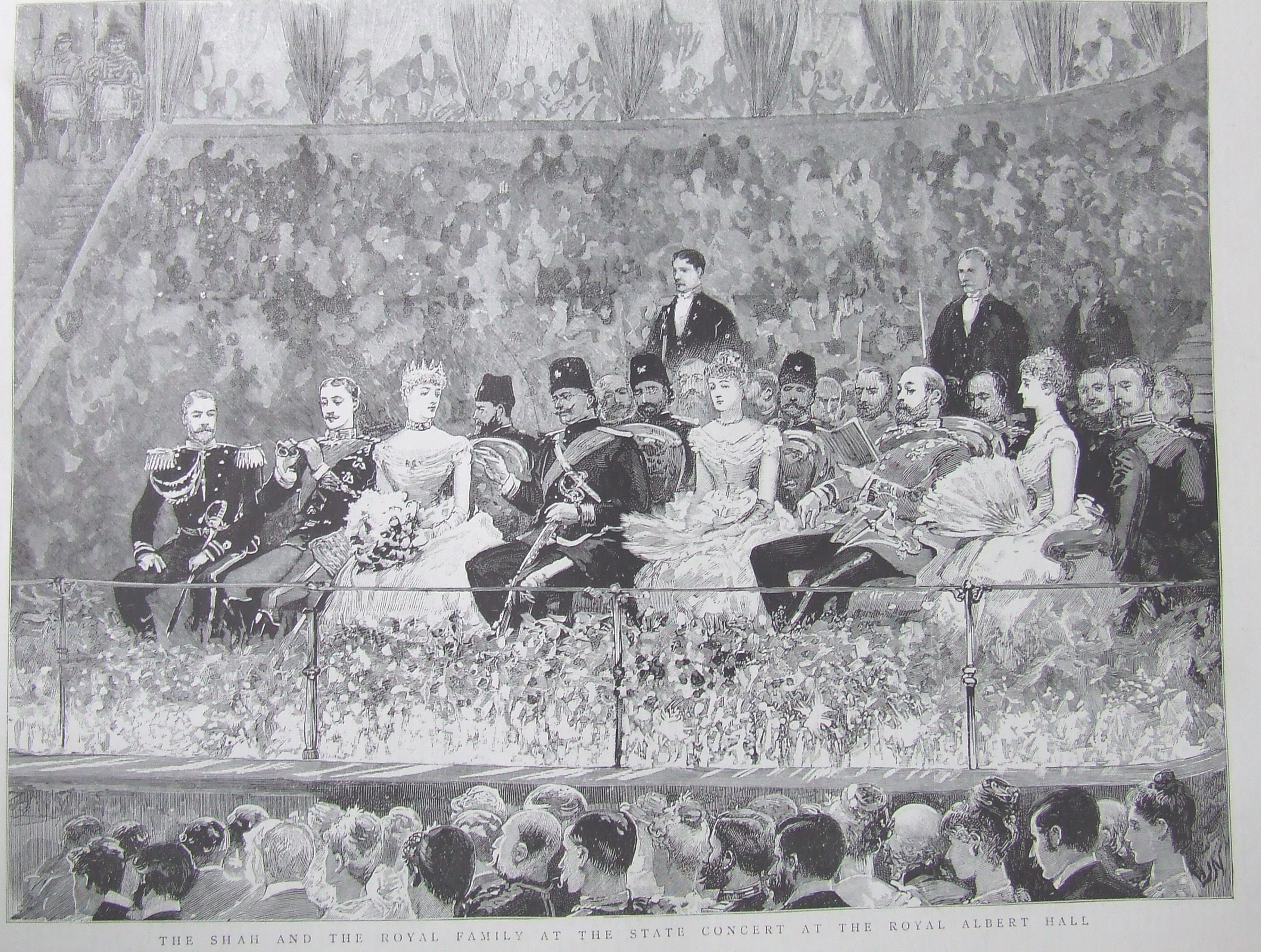
نقاشی ناصرالدین‌شاه و همراهانش در کنسرت دولتی دربار بریتانیا در رویال آلبرت هال. شاه میان الکساندرای دانمارک همسر آلبرت ولیعهد (بعدها ادوارد هفتم پادشاه بریتانیا) و ماریا فیودوروونا همسر الکساندر سوم تزار روسیه - ۱۸۸۹

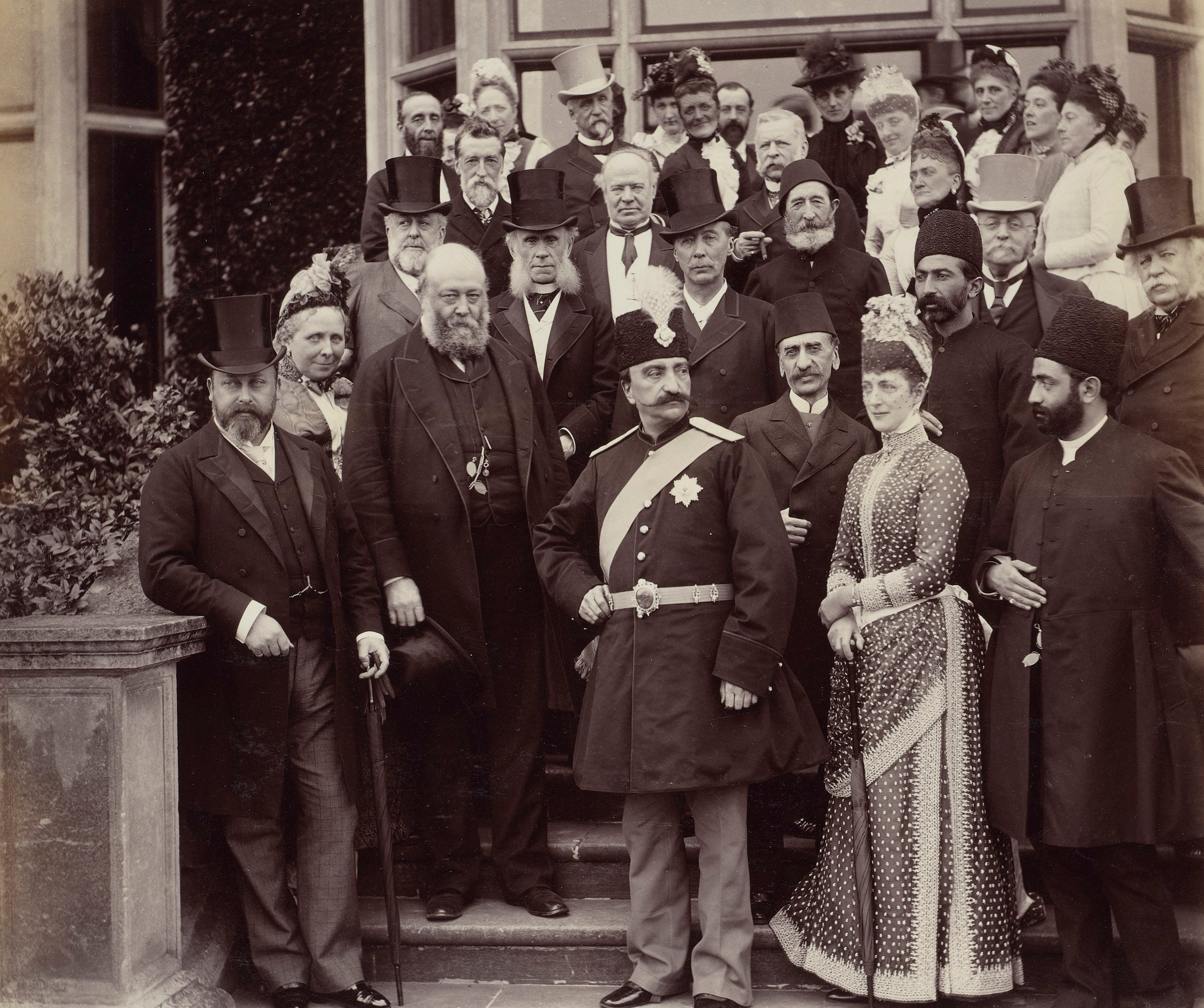
سومین سفر به انگلستان - ادوارد هفتم (نخستین نفر از چپ) - ناصرالدین‌شاه (وسط) - الکساندرای دانمارک (دومین نفر از راست) - ۱۸۸۹

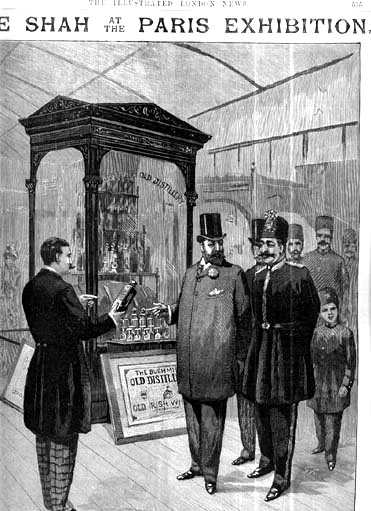
بازدید شاه از نمایشگاه پاریس - ۱۹ اکتبر ۱۸۸۹

یک سال پیش از سومین سفر ناصرالدین‌شاه قاجار به اروپا شاه از سوی رئیس‌جمهور فرانسه برای بازدید نمایشگاه بزرگ بین‌المللی صنعتی و بازرگانی پاریس و همچنین از سوی الکساندر سوم امپراتور روسیه تزاری و سران چند کشور اروپا و سلطان عبدالحمید پادشاه عثمانی برای بازدید از آن کشورها دعوت شده بود، وی که قصد بازدید رسمی از انگلستان را نیز داشت دعوت‌نامه از این کشور دریافت نکرده بود اما سفیر انگلستان در ایران با رایزنی‌هایی که با لندن انجام داد به عواقب عدم دعوت رسمی از شاه ایران اشاره کرده و ملکه موافقت نمود تا ناصرالدین‌شاه به عنوان مهمان رسمی ملکه به انگلستان دعوت شود. همچنین در ۱۶ شوال ۱۳۰۶ شاه و همراهانش در هلند در شهر آمستردام مورد استقبال ویلم سوم و خانواده سلطنتی قرار می‌گیرند. وی از کارخانجات آمستردام دیدن می‌کند. هدف وی بازدید از تولیدات صنایع توپسازی بود. سپس وی از یک سالن اپرا در آمستردام دیدن می‌کند. همچنین وی در خاطراتش دربارهٔ خواننده زن چنین نوشته:
«خوش لباس بود، چندان بدگل نبود، اما آوازش مثل زوزه سگ به گوش ما می‌رسید»
بنابراین سفر ناصرالدین‌شاه در ۱۲ شعبان ۱۳۰۶ هجری قمری (۲۴ فروردین ۱۲۶۸ خورشیدی/۱۸۸۹ میلادی) آغاز و در ۲۴ صفر ۱۳۰۷ هجری قمری به پایان رسیده‌است.

### تاریخ‌نگاری
- ۱۲ شعبان: شروع سفر از عمارت عشرت‌آباد، صرف ناهار در باغشاه
- ۱۳ شعبان: صرف ناهار در کلاک، عبور از کرج، ورود به حصارک
- ۱۵ شعبان: عبور از آبیک
- ۱۷ و ۱۸ شعبان: ورود و اقامت در قزوین
- ۱۹ شعبان: ورود به سیاه دهن (تاکستان)
- ۲۱ شعبان: ورود به ابهر
- ۲۲ شعبان: ورود به صایین‌قلعه
- ۲۳ شعبان: ورود به سلطانیه
- ۲۴ و ۲۵ شعبان: ورود و اقامت در زنجان
- ۲۶ شعبان: عزیمت به نیک‌پی
- ۲۷ شعبان: عزیمت به آق مزار
- ۲۸ شعبان: عبور از سرچم، ورود به به جمال‌آباد
- ۲۹ شعبان: ورود به میانج (میانه) و استقبال ولیعهد (مظفرالدین شاه) از ناصرالدین‌شاه
- ۳۰ شعبان: ورود به ترکمن
- ۱ رمضان: عبور از روستاهای مهماندوست و غریب‌دوست، ورود به قره‌چمن
- ۲ رمضان: عبور از حوالی تیکمه‌داش و ورود به اوجان (بستان‌آباد)
- ۳ رمضان: عبور از کنار دریاچه قوریگل و ورود به باسمج
- ۴ و ۵ رمضان: ورود به تبریز و اقامت در باغ‌شمال
- ۶ رمضان: ورود به صوفیان
- ۷ رمضان: ورود به مرند
- ۸ رمضان: عبور از قره‌تپه، ورود به گلین‌قیه
- ۹ رمضان: رسیدن به رود ارس
- ۱۰ رمضان: عبور از رود ارس و ورود به خاک روسیه
- ۱۱ رمضان: عبور از نخجوان
- ۱۲ رمضان: ورود به ایروان
- ۱۳ رمضان: ورود به دیلیجان
- ۱۴ رمضان: عبور از قزاق، سوار شدن قطار در آغستفا، پیاده شدن از قطار و طی ادامه مسیر با کالسکه و ورود به تفلیس
- ۱۵ رمضان: بازدید از مدارس تفلیس و صرف شام با مقامات شهر و رفتن به تماشاخانه
- ۱۶ رمضان: خروج از تفلیس و طی راه با کالسکه، ورود به مِلِت
- ۱۷ رمضان: ورود به ولادی‌قفقاز و طی ادامه راه با قطار
- ۱۸ رمضان: عبور از روستوف-نا-دونو و نووچرکاسک
- ۱۹ رمضان: عبور از وورونژ
- ۲۰ رمضان: عبور از ریازان و کولومنا، ورود به مسکو و صرف شام با مقامات شهر و رفتن به تئاتر
- ۲۱ رمضان: اقامت در کاخ کرملین، بازدید از موزه، سوار شدن به قطار در شب برای عزیمت به سن پترزبورگ
- ۲۲ رمضان: ورود به سن پترزبورگ و استقبال الکساندر سوم روسیه از ناصرالدین‌شاه در ایستگاه راه‌آهن، صرف شام با خانواده امپراتور روسیه
- ۲۳ رمضان: دیدار با سفرای کشورهای مختلف در محل اقامت، سفر کوتاه به پترگوف به‌همراه سرگئی الکساندروویچ برادر امپراتور روسیه و بازدید از کاخ پترهوف و صرف شام در آنجا، بازگشت به سن پترزبورگ و رفتن به تئاتر مارینسکی
- ۲۴ رمضان: رفتن به کلیسای جامع سنت پطرس و پل و ادای احترام به مزار الکساندر دوم روسیه، بازدید از موزه، سوار شدن بر کشتی بخار و گردش در رود نوا، بازدید از سفارتخانه ایران در سن پترزبورگ، رفتن به تماشاخانه در شب
- ۲۵ رمضان: صرف ناهار با الکساندر دوم و همسرش در کاخ آنیچکوف، رفتن به ایستگاه راه‌آهن برای عزیمت به ورشو و بدرقه آنها توسط امپراتور
- ۲۶ رمضان: ورود به ورشو
- ۸ شوال: خروج از ورشو و حرکت به سمت برلین
- ۹ شوال: صرف ناهار در فرانکفورت، ورود به برلین و استقبال ویلهلم دوم پادشاه آلمان از آنها
- ۱۰ شوال: دیدار با پادشاه آلمان در پوتسدام
- ۱۳ شوال: رفتن به شهر کاسل
- ۱۶ شوال: عزیمت به شهر آمستردام، صرف ناهار در عمارت کارخانه کروپ در اسن و بازدید از کارخانه‌ها، عبور از شهر هارلم و ورود به شهر آمستردام
- ۱۷ شوال: صرف ناهار با حاکم شهر و بازدید از لنگرگاه‌ها و کارخانه‌های کشتی‌سازی، بازگشت به شهر و دیدار با صدراعظم، وزیر خارجه و وزیر داخله هلند
- ۱۸ شوال: بازدید از موزه دریایی، باغ وحش، مدرسه یتیم‌ها و تماشا سیرک
- ۲۰ شوال: بازدید از شهر هارلم، تماشا سیرک در آمستردام
- ۲۱ شوال: بازدید از شهر روتردام و صرف ناهار در خانه حاکم شهر، رفتن به شهر لاهه و صرف شام با وزرا هلند و بازگشت به آمستردام

### همراهان سفر
- امین‌الدوله
- امین‌السلطان
- عزیزالسلطان
- مخبرالدوله
- جهانگیرخان
- ناصرالملک
- صدیق‌السلطنه (غلامحسین خان)
- امین‌السلطنه
- مجدالدوله
- اعتمادالسلطنه
- امین خلوت (غلامحسین خان)
- میرزا محمد خان
- ابوالحسن خان
- میرزا عبدالله خان
- احمد خان
- ادیب‌الملک (محمدباقر خان)
- اکبر خان
- حسن خان باشی
- امین همایون (غلامعلی خان)
- مهدی‌خان کاشی
- آقا دائی
- میرزا ابوالقاسم
- کربلایی علی‌خان
- آقا مردک
- فخرالاطباء
- حاجی الله
- شاپور
- آغا بشارت
- حسین
- حاجی آقا
- ژوزف تولوزان
- دانتیت (دندانساز)
- عزیزخان
- میرزا نظام
- حاجی حیدر
- میرزا حسین رخت‌دار

#### خانواده تا رود ارس
- انیس‌الدوله
- امین اقدس
- فخرالدوله
- کتاب‌خوان
- اقل بکه
- زرین تاج
- چهره
- تحفه گل
- سلطان
- گل صبا
- خانمی
- فاطمه
- زیور
- صاحب سلطان
- چرکی
- گوهر
- جوجوق
- گلچهره
- بلور
- آقا رضا
- آغا علی
- مرتضی خان
- آغا بهرام
- حاجی اکبر
- حاجی صالح
- حاجی محبوب
- آغا بشیر
- حاجی بلال
- آغا داوود
- آغا بشیر
- حاجی ابراهیم
- حاجی فیروز

## نمایشگاههای جهانی که ناصرالدین شاه در سفرهای خود بازدید کرد
- نمایشگاه جهانی وین ۱۸۷۳
- نمایشگاه جهانی پاریس (۱۸۷۸)
- نمایشگاه جهانی پاریس ۱۸۸۹

## نگارخانه

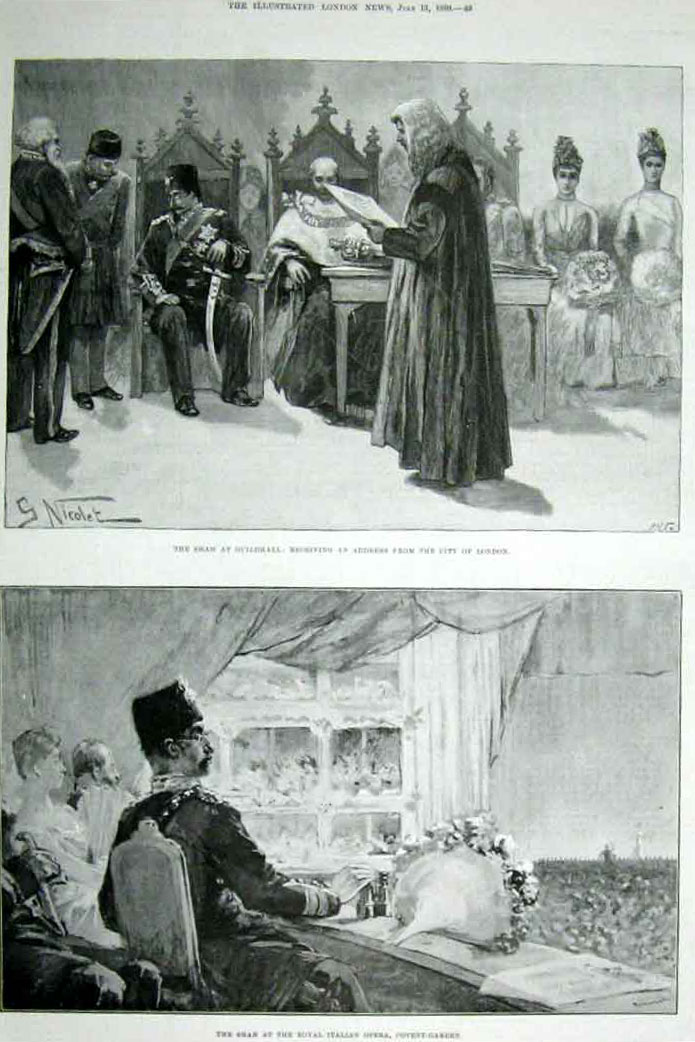
خوش‌آمد به ناصرالدین‌شاه در لندن  - ژوئن ۱۸۸۹
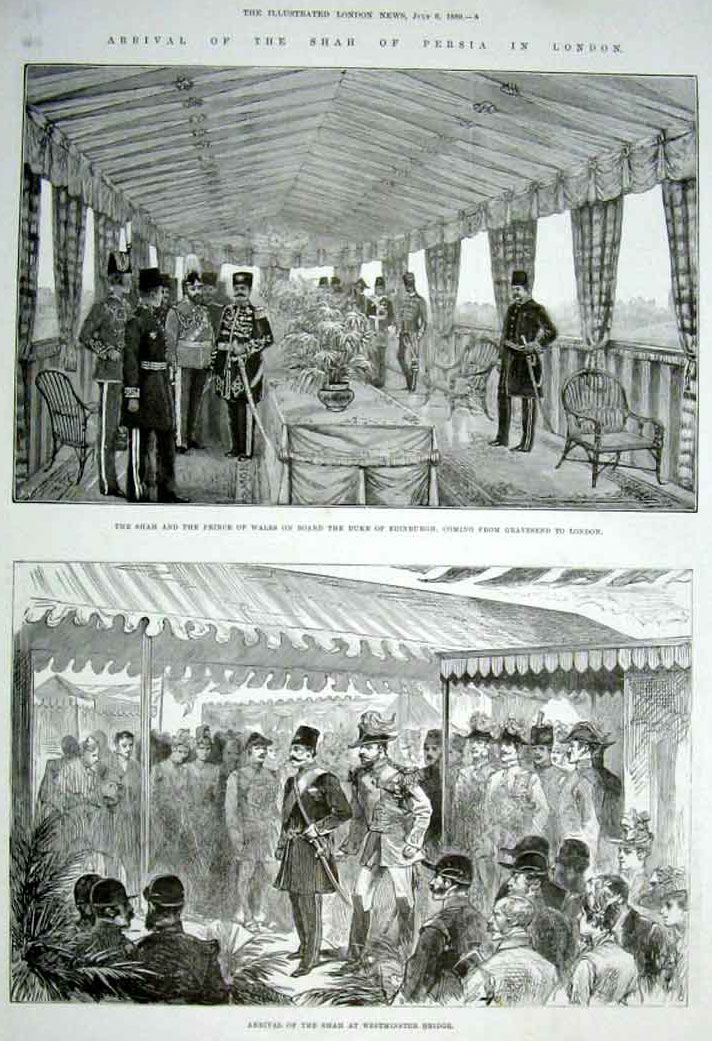
شاه در لندن - ۸ ژوئن ۱۸۸۹
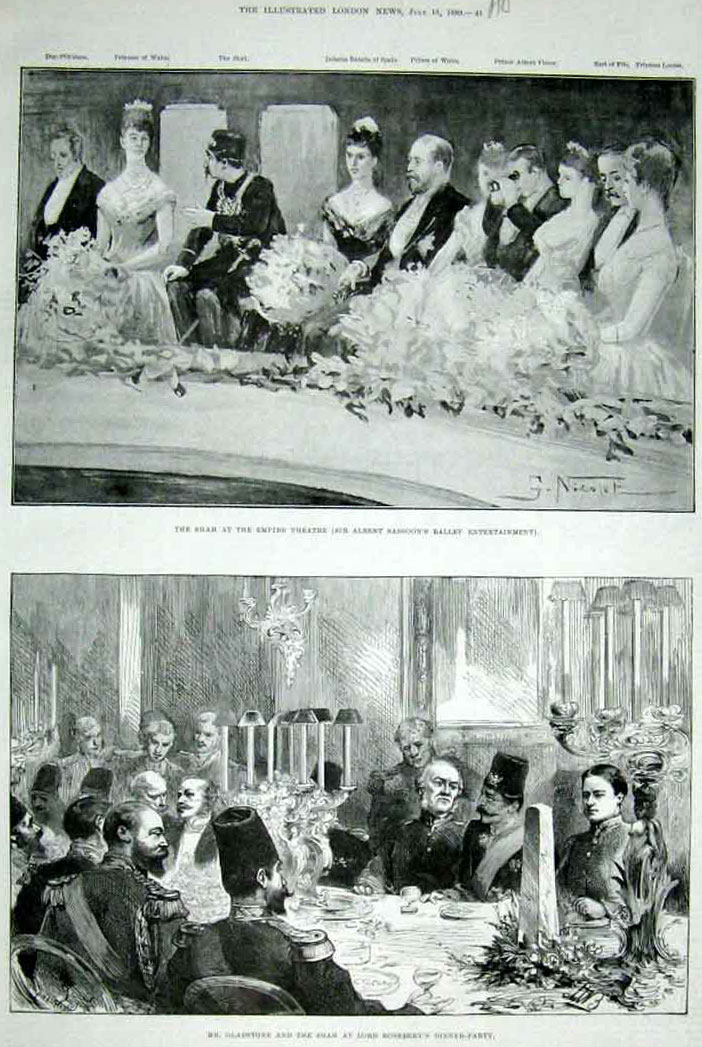
شاه در لندن - ۱۸۸۹
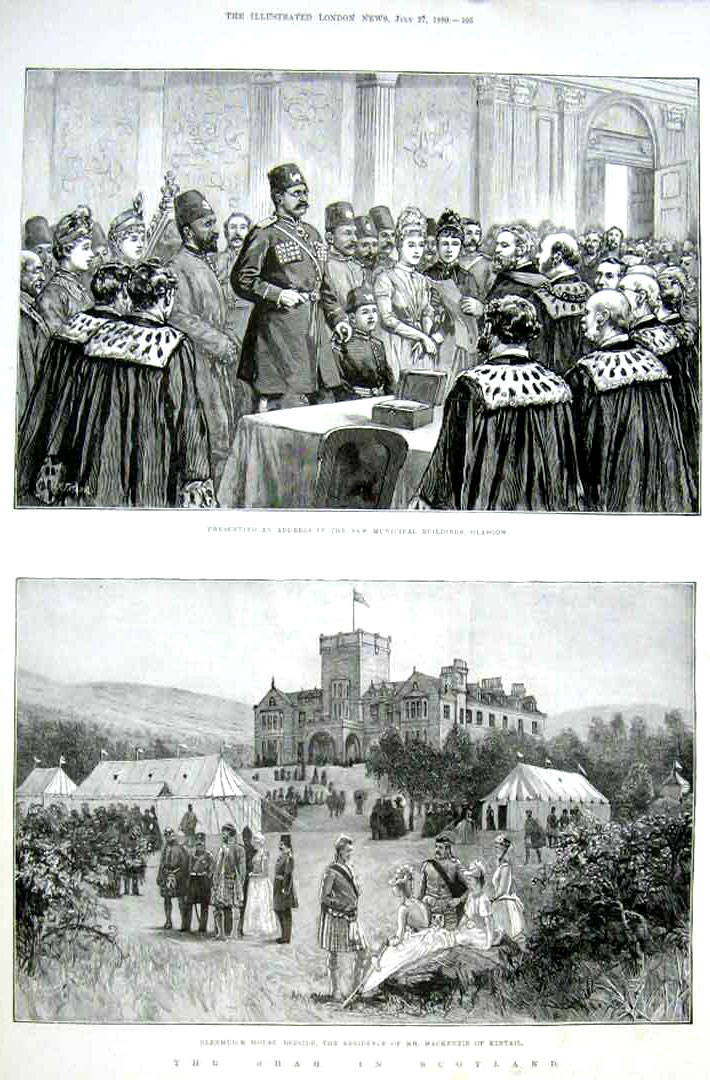
شاه در اسکاتلند - ۲۷ ژوئن ۱۸۸۹
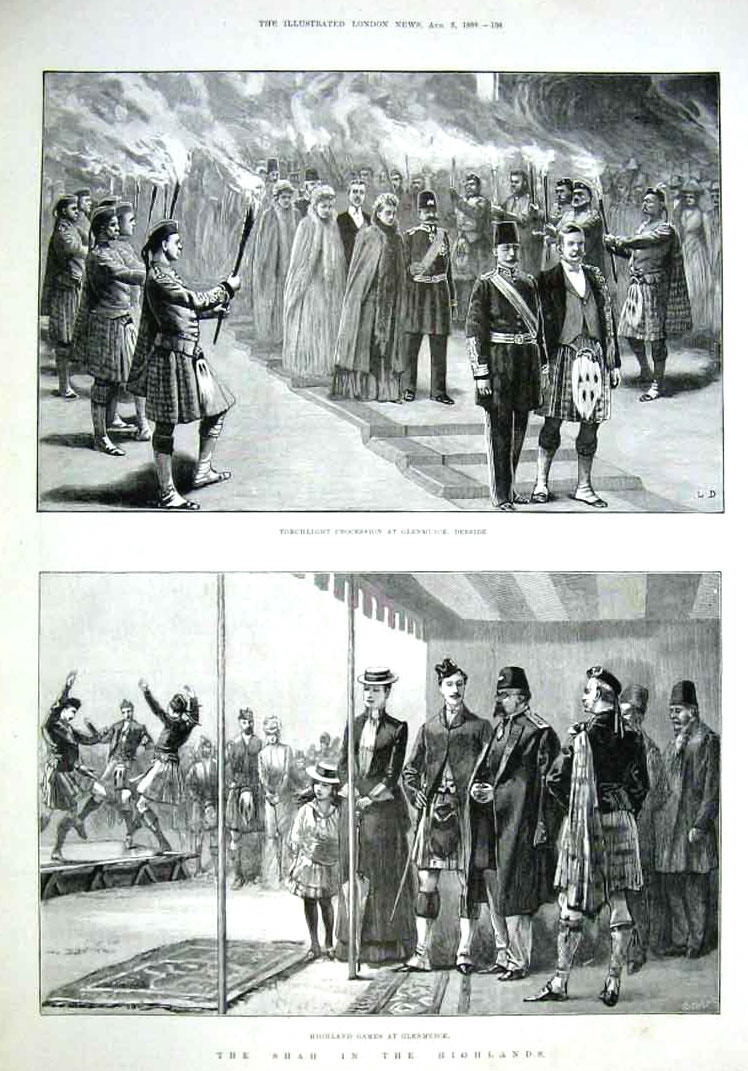
شاه در اسکاتلند - ژوئن ۱۸۸۹
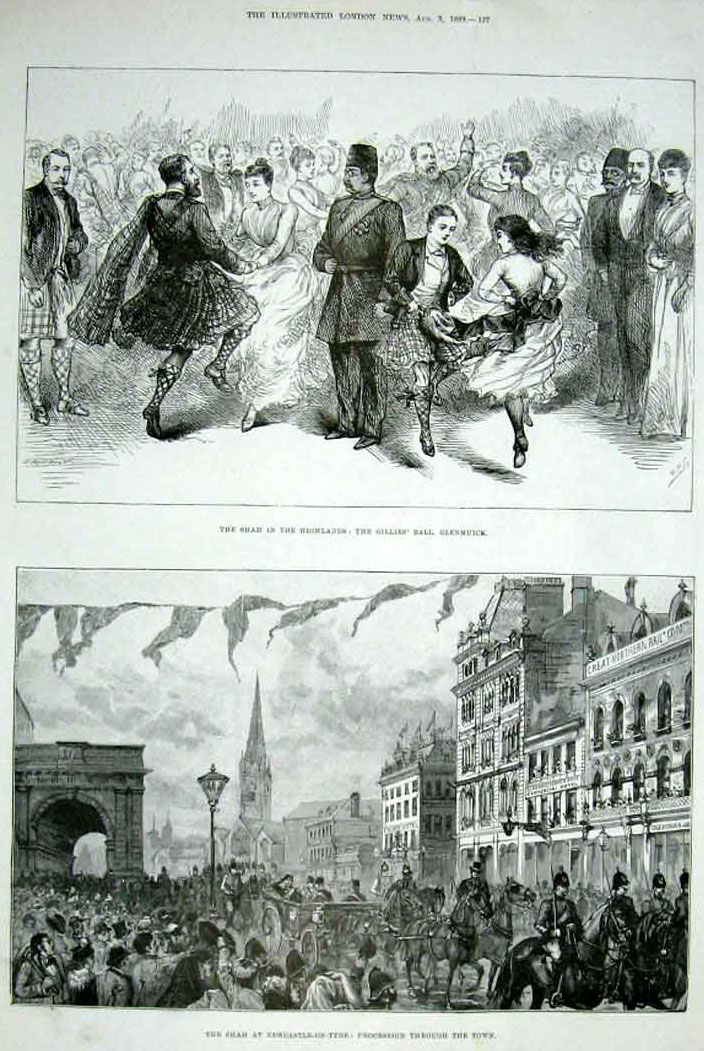
شاه در نیوکاسل - اوت ۱۸۸۹
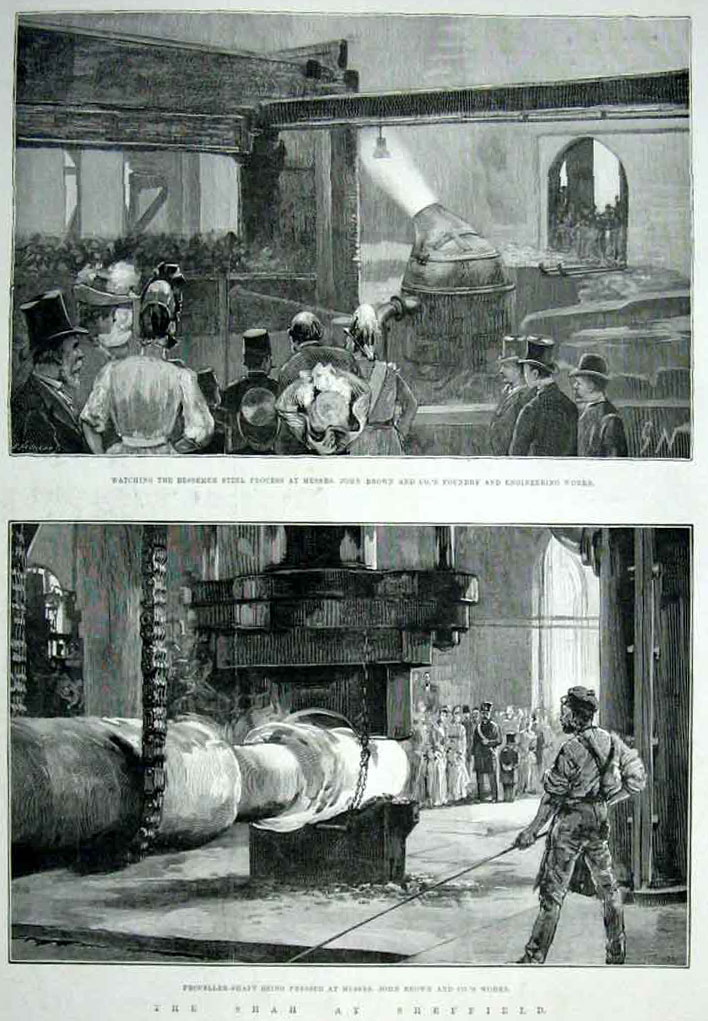
بازدید شاه از صنایع شفیلد - ۱۸۸۹
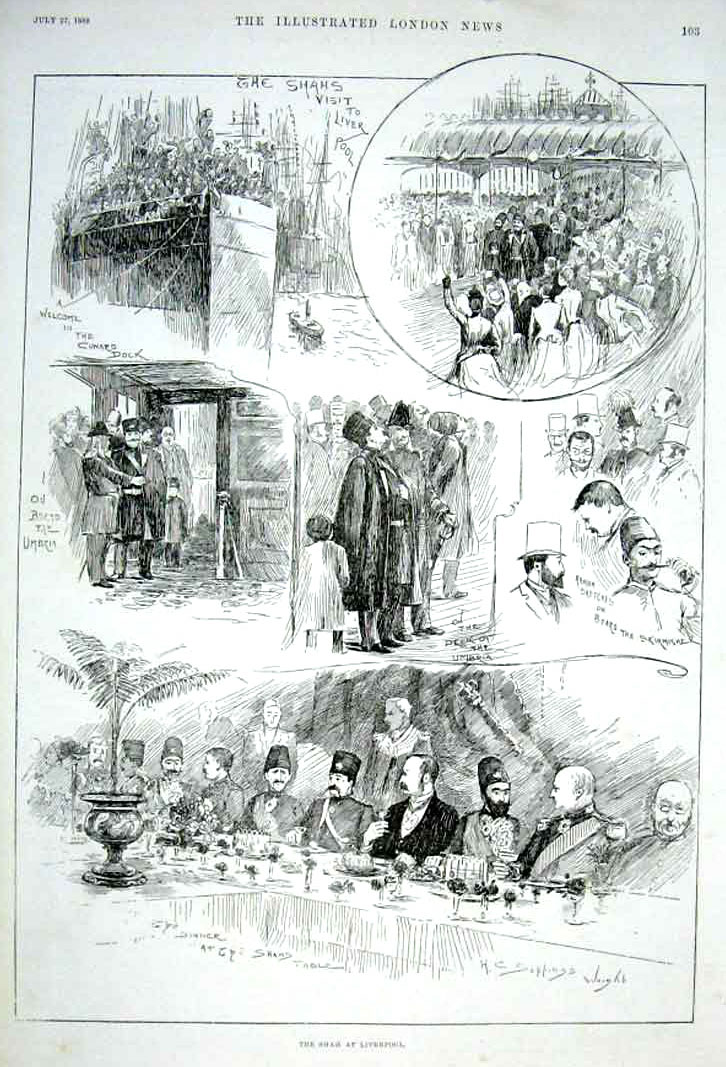
بازدید شاه از صنایع لیورپول - ۱۸۸۹
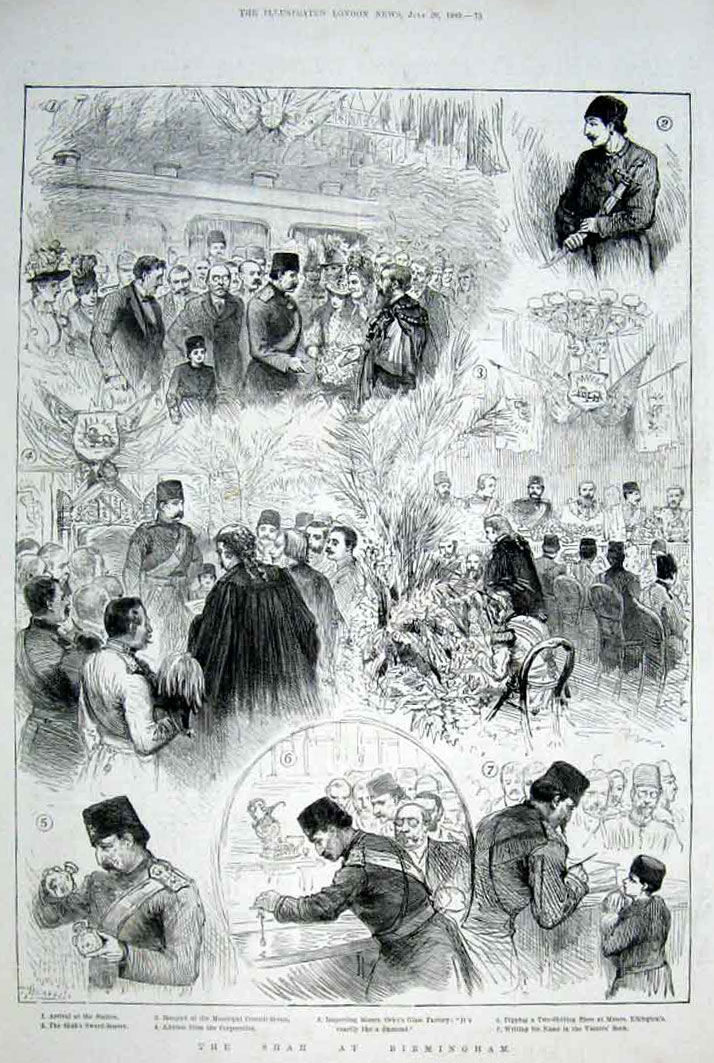
شاه در بیرمنگام - ژوئن ۱۸۸۹
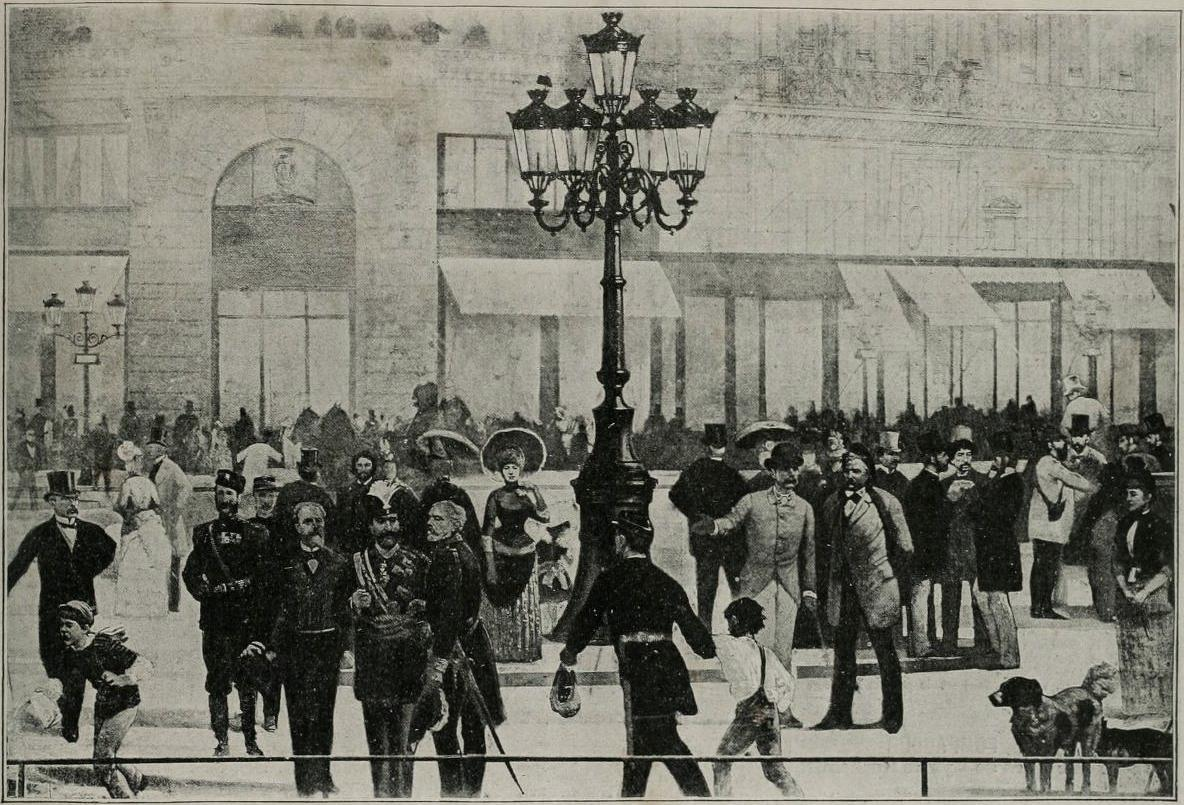
بازدید شاه از نمایشگاه پاریس - ۱۸۸۹

## پانوس
1. 1 2  رایت، دنیس؛ ترجمه امامی، کریم (۱۹۸۵). ایرانیان در میان انگلیسی‌ها. ص. ۲۴۳ - ۲۴۴.
2. ↑  «گروه جینشن».
3. ↑  «طراحی غرفه ژاپن».
4. ↑  (روزنامه خاطرات ناصرالدین شاه در سفراول فرنگستان. سازمان اسناد ملی ایران. ص 143).

- روزنامه خاطرات ناصرالدین شاه در سفر اول فرنگستان. به کوشش فاطمه قاضیها. سازمان اسناد ملی ایران. ۱۳۷۷. شابک ۹۶۴-۶۱۸۹-۰۵-۹.
- روزنامه خاطرات ناصرالدین شاه در سفر دوم فرنگستان. به کوشش فاطمه قاضیها. سازمان اسناد ملی ایران. ۱۳۷۹. شابک ۹۶۴-۶۱۸۹-۳۷-۷.
- روزنامه خاطرات ناصرالدین شاه در سفر سوم فرنگستان. به کوشش محمداسماعیل رضوانی و فاطمه قاضیها. سازمان اسناد ملی ایران. ۱۳۷۳.